# فرانک فراست (بازیکن فوتبال)
فرانک فراست (انگلیسی: Frank Frost؛ زادهٔ ) یک بازیکن فوتبال اهل ایالات متحده آمریکا است. در سال 1904 او عضو تیم سنت رز پریش بود که مدال برنز مسابقات فوتبال المپیک را به دست آورد.